# Dilip Barua
Dilip Barua (* 28. Februar 1949) ist der Generalsekretär der Kommunistischen Partei Bangladeschs (Bangladesher Samyabadi Dal (Marksbadi-Leninbadi)). Seit 1969 ist er Mitglied der Kommunistischen Partei. Während seiner langen politischen Karriere wurde er mehrfach inhaftiert. Im Januar 2009 wurde er Industrieminister im Kabinett von Hasina Wajed.
| Personendaten    | Personendaten               |
| ---------------- | --------------------------- |
| NAME             | Barua, Dilip                |
| KURZBESCHREIBUNG | bangladeschischer Politiker |
| GEBURTSDATUM     | 28. Februar 1949            |